# Acentrogobius multifasciatus
Acentrogobius multifasciatus is een straalvinnige vissensoort uit de familie van de grondels (Gobiidae). De wetenschappelijke naam van de soort is voor het eerst geldig gepubliceerd in 1927 door Herre als Rhinogobius multifasciatus.

## Voorkomen
De soort komt voor in het westen van de Grote Oceaan bij de Riukiu-eilanden, de Filipijnen en Singapore.

## Synoniemen
- Amoya multifasciata (Herre, 1927)
- Ctenogobius multifasciatus (Herre, 1927)
- Rhinogobius multifasciatus Herre, 1927

## Opmerkingen
Er bestaat ook een Acentrogobius multifasciatus Smith, 1959 die is echter een synoniem van Caffrogobius gilchristi (Boulenger, 1898)